# Magnus V. Norský
Magnus V. Erlingsson (staroseversky: Magnús Erlingsson; 1156–1184) byl norský král v letech 1161–1184.

## Život
Magnus Erlingsson se zřejmě narodil v Etne v Hordalandu jako syn Erlinga Skakkeho a Kristiny Sigurdsdatter, dcery krále Sigurda I., který Norsku vládl v letech 1103 až 1130. Králem byl malý Magnus jmenován v roce 1161. V roce 1162 zemřel jeho protivník Haakon II. Norský v bitvě proti jeho podporovatelům. V roce 1163 nebo 1164 byl v Bergenu jako první norský král korunován. Jeho otec Erling by de facto vládcem země v době Magnusova dětství a byl jím i v době jeho dospělosti.
V roce 1166 byl králem prohlášen Olav Ugjæva, vnuk krále Øysteina Magnussona, zatímco jarl Erling Skakke byl v Dánsku. Po svém návratu chtěl Erling toto povstání potlačit a Olav a jeho muži ho přepadli v Rydjokulu v Sørumu. Erling byl zraněn a stěží vyvázl životem. V roce 1168 se Olav vydal na jih, ale byl poražen v bitvě u Stangeru. Olav tehdy utekl do Dánska.
Během Magnusovy vlády se o trůn přihlásil i Sverre Sigurdsson, údajný syn Sigurda II. V červnu 1177 Sverre své muže nejprve přivedl do Trøndelagu, kde byl prohlášen králem. Erling Skakke zemřel v roce 1179 v boji proti synovu oponentovi. Několik let bojů skončilo Magnusovou porážkou a smrtí v bitvě u Fimreite 15. června 1184. Jak Magnusova flotila přicházela o loď za lodí, zbývající lodě začaly být přetížené. Magnus zřejmě zemřel na jedné z posledních lodí, když šla ke dnu.